# Зайдль, Марио
Марио Зайдль (нем. Mario Seidl; род. 8 декабря 1992 года, Санкт-Вейт-им-Понгау, Австрия) — австрийский двоеборец, бронзовый призёр Олимпийских игр 2018 года в эстафете, трёхкратный бронзовый медалист чемпионатов мира в команде, призёр этапов Кубка мира по двоеборью.

## Карьера
Марио Зайдль начал заниматься двоеборьем в 1998 году, в возрасте шести лет. Свою взрослую международную карьеру он начал на Континентальном Кубке в январе 2011 года, а спустя год, 3 февраля 2012 года дебютировал в Кубке мира в Валь-ди-Фьемме, где занял 36 место. Но закрепиться в основной сборной спортсмену так и не удалось и на постоянной основе в основной сборной австриец стал выступать только с сезона 2015/2016.
4 февраля 2017 года Марио Зайдль впервые попал на подиум этапа Кубка мира, это произошло на предолимпийской репетиции в Пхёнчхане. В конце этого месяца спортсмен принял участие и в Чемпионате мира по лыжным видам спорта 2017 года в финском Лахти, где выиграл бронзовую медаль в команде вместе Бернхардом Грубером, Филиппом Ортером и Паулем Герстгразером, уступив только сборным Германии и Норвегии. В личном первенстве на трамплине HS130 он занял четвертое место, на трамплине HS100 — восемнадцатое.
В сезоне 2024/25 не выступал.